# Liste von Winzerhäusern in Radebeul

Radebeuls Wappen zeigt für den Weinbau im oberen Teil eine grüne Weintraube mit Laub

Diese Liste stellt eine Vielzahl von (ehemaligen) Winzerhäusern in der sächsischen Stadt Radebeul vor, sortiert nach der Straßenadresse. Die meisten stehen unter Denkmalschutz bis auf wenige Ausnahmen, deren Schutz aufgrund von Umbauten in den vergangenen Jahren aufgehoben wurde.
Um die Gebäude herum befinden sich mit den Gartenanlagen, Weinbergseinrichtungen, Nebengebäuden oder Brunnen zahlreiche denkmalpflegerische Sachgesamtheiten, Werke der Landschafts- und Gartengestaltung beziehungsweise denkmalpflegerische Nebenanlagen, die geschützt sind und in der Radebeuler Denkmaltopografie beschrieben werden.
Es besteht das Problem der heutigen Abgrenzung, da ein Teil der ehemaligen Winzerhäuser durch die Um- und Überformungen im 19. und 20. Jahrhundert teilweise eher als Landhäuser, landhausartige Villen oder einfach als Wohnhäuser eingestuft werden. Einige werden im Dehio, dem Handbuch der Deutschen Kunstdenkmäler, auch als Übergangsformen zu herrschaftlichen Gebäuden eingestuft, deren eindeutige Vertreter als Herrenhäuser in der Liste der Schlösser und Herrenhäuser in Radebeul zu finden sind.

## Legende
Die in der Tabelle verwendeten Spalten listen die im Folgenden erläuterten Informationen auf:
- Name, Bezeichnung: Bezeichnung des einzelnen Objekts, eigener Artikel als Wikilink

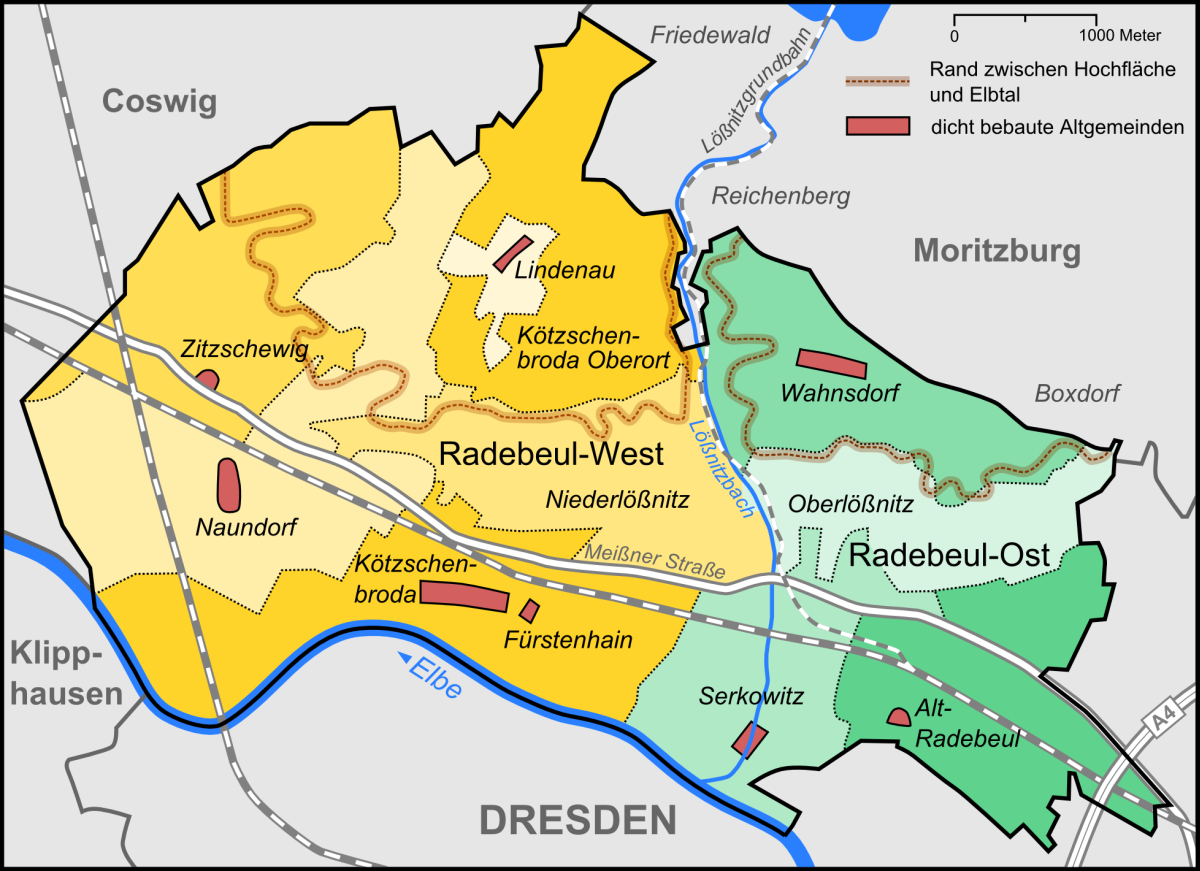
Übersicht über die Lage der Radebeuler Stadtteile

- Adresse, Koordinaten: Heutige Straßenadresse, Lagekoordinaten.
- Stadtteil: Heutiger Radebeuler Stadtteil, so wie in der Karte dargestellt. Alle Winzerhäuser liegen oberhalb der Meißner Straße
  - NAU: Naundorf
  - NDL: Niederlößnitz
  - OBL: Oberlößnitz
  - ZIT: Zitzschewig
- Datum: Besondere Baujahre, so weit bekannt oder ableitbar, teilweise auch Datum der Ersterwähnung der Liegenschaft.
- Art des Kulturdenkmals, Bemerkung: Nähere Erläuterung über den Denkmalstatus,[1] Umfang der Liegenschaft und ihre Besonderheiten. Auch Baumeister/Architekten sowie Bewohner.
 Kürzelverzeichnis:
  - ED: Das Objekt ist ein Einzeldenkmal.
  - SG: Das Objekt ist Teil einer denkmalpflegerischen Sachgesamtheit.
  - WLG: Das Objekt ist ein Werk der Landschafts- und Gartengestaltung.
  - DNA: Das Objekt ist oder hat eine denkmalpflegerische Nebenanlage.
- Bild: Foto des Hauptobjekts.

## Liste der Winzerhäuser
| Name, Bezeichnung                                            | Adresse, Koordinaten           | Stadtteil | Datum                                             | Art des Kulturdenkmals, Bemerkung | Bild                                                                       |
| ------------------------------------------------------------ | ------------------------------ | --------- | ------------------------------------------------- | --- | -------------------------------------------------------------------------- |
| Unteres Berghaus                                             | Am Jacobstein 2 (Lage)         | NDL       | Um 1750, 1853, 1860, 1886                         | ED. Winzerhaus, mit Einfriedung? Besitzer, Bewohner: Johann George Ehrlich, Johann Peter Hundeiker | Unteres Berghaus, Süd- und Ostseite                                        |
| Haus Fliegenwedel                                            | Am Jacobstein 40 (Lage)        | NDL       | 1674 Fliegenwedel, 1680, 1750, 1862, 1984–95      | ED, WLG. Barockes Winzerhaus, ehemals mit Jacobstein und Weinberg Fliegenwedel. Im Dehio 1996 erwähnt. Radebeuler Bauherrenpreis 1998                                                                                    | Haus Fliegenwedel vor dem gleichnamigen Weinberg                           |
| Haus Weber                                                   | An den Brunnen 34 (Lage)       | NAU       | um 1699                                           | ED. Winzerhaus mit Hintergebäude | Haus Weber                                                                 |
| Fachwerkhaus Auf den Bergen 11                               | Auf den Bergen 11 (Lage)       | NDL       | um 1800                                           | ED. Ehemaliges Winzerhaus der Goldschmidtvilla | Winzerhaus Auf den Bergen 11                                               |
| Haus Barnewitz                                               | Auf den Bergen 15 (Lage)       | NDL       | um 1660, um 1920                                  | Denkmalschutz aufgehoben. Winzerhaus mit Torsäulen und Weinberg. Baumeister: Otto Rometsch (Umbau) | Haus Barnewitz, rechts das Nebengebäude                                    |
| Haus Schmieder                                               | Augustusweg 76 (Lage)          | OBL       | 1714, 1787, 1823                                  | ED. Wohnstallhaus eines Winzerhofs, mit Laubengang und Torsäulen | Haus Schmieder                                                             |
| Winzerhaus (Haus Windisch)                                   | Augustusweg 90 (Lage)          | OBL       | 1780                                              | ED. Winzerhaus mit Stallung/Backhaus. Seitengebäude von Augustusweg 92 | Haus Windisch, Winzerhaus                                                  |
| Winzerhaus Augustusweg 96                                    | Augustusweg 96 (Lage)          | OBL       | um 1800, 1945–47                                  | ED. Wohnhaus mit Einfriedung. Architekt: Albert Patitz (Umbau) | Winzerhaus Augustusweg 96                                                  |
| Haus Friedland                                               | Bennostraße 11 (Lage)          | OBL       | Wohl 1773, um 1876                                | ED. Wohnhaus mit Anbau, Seiten- und Hintergebäude, Toranlage und Garten. Baumeister: Gebrüder Ziller (Aufstockung). Bewohner: Carl Friedrich Haase                                                                       | Haus Friedland, von der Friedlandstraße aus                                |
| Haus Rotzsche, Haus Weißenbach                               | Bennostraße 15 (Lage)          | OBL       | 1701, 1800, um 1900                               | ED. Winzerhaus mit Anbau und Einfriedung, heute u. a. als Bildhauer-Atelier genutzt | Haus Rotzsche                                                              |
| Haus Eisold                                                  | Bennostraße 25 (Lage)          | OBL       | um 1735, 1894, 1999                               | ED. Winzerhaus mit Toranlage und Pforte | Haus Eisold, rechts das eingeschossige Nebengebäude, links das Tor         |
| Haus Steinbach, Lüttiches Haus                               | Bennostraße 41 (Lage)          | OBL       | um 1650 Kellertonne, nach 1745, 1830              | ED, SG, WLG. Winzerhaus mit Villa, Scheune, Weinberg, Park und Stütz- sowie Einfriedungsmauern. Im Dehio 1996 beschrieben                                                                                                | Weinbergshaus Haus Steinbach mit Winzergut                                 |
| Presshaus der Bischofspresse                                 | Bischofsweg 1 (Lage)           | ZIT       | 2. Hälfte 16. Jh., 2001                           | ED. Ehemaliges Presshaus | Presshaus der Bischofspresse                                               |
| Haus Gebauer                                                 | Bischofsweg 30 (Lage)          | ZIT       | 1721                                              | ED. Winzerhaus mit Hochwassermarke von 1845, Scheune, Einfriedung | Haus Gebauer                                                               |
| Winzerhaus Finstere Gasse 4, Sennhütte                       | Finstere Gasse 4 (Lage)        | NDL       | 2. H. 18. Jh.                                     | ED. Seitengebäude eines ehemaligen Weinguts (ehemaliges Winzerhaus) | Wohnhaus Finstere Gasse 4: Seitengebäude                                   |
| Winzerhaus Erdmann                                           | Finstere Gasse 5 (Lage)        | NDL       | 1724, Scheune jünger                              | ED, SG, WLG. Ehemals Teil des Minckwitzschen Weinguts, mit ehemaliger Scheune, Brunnenhaus, Einfriedungs- und Weinbergmauern sowie Weinberg                                                                              | Haus Erdmann                                                               |
| Gasthof „Zum Russen“                                         | Hauptstraße 47 (Lage)          | OBL       | um 1700, um 1806, 19. Jh.                         | ED. Ehemaliges Winzerhaus, dann Gasthof, mit südlich vorgelagertem Freisitz einschließlich Baumbestand (ehemals Weinanlage) und Eckeinfriedung                                                                           | Gasthaus Zum Russen                                                        |
| Haus Geneuß                                                  | Höhenweg 17 (Lage)             | NDL       | 1780/1790                                         | ED. Winzerhaus | Haus Geneuß                                                                |
| Haus Möbius                                                  | Horst-Viedt-Straße 11 (Lage)   | NDL       | 1623, 1784, 19. Jh. Nebengebäude                  | ED. Winzerhaus mit Nebengebäude in Ecklage. Baumeister: Johann Christian Große (Erweiterung). Besitzer Aegidius Strauch                                                                                                  | Haus Möbius                                                                |
| Winzerhaus Jägerhofstraße 33                                 | Jägerhofstraße 33 (Lage)       | NDL       | 1748                                              | ED. Winzerhaus, Nebengebäude, Scheune und Weinberg | Winzerhaus Jägerhofstraße 33 mit Wirtschaftsgebäude                        |
| Winzerhaus und Weinstube der Hoflößnitz                      | Knohllweg 37 (Lage)            | OBL       | 1688, 18. Jh., 1920                               | ED, SG, WLG. Ehemals Weinkeller, Kellerstube des Kurfürsten, Wohnungen für Winzer und Stallungen. Heute Weinstube und Wohnhaus (Umbau 1920 durch Ferdinand Severitt nach Plänen Emil Höggs von 1913).                    | Winzerhaus auf der Hoflößnitz, links schließt sich die Weinstube an        |
| Haus Baurick                                                 | Kynastweg 37 (Lage)            | ZIT       | 2. Hälfte 18. Jh.                                 | ED. Winzerhaus mit Nebengebäuden | Haus Baurick, Nordflügel (Winzerhaus)                                      |
| Winzerhaus, ehemaliges Backhaus und Toranlage der Hoflößnitz | Lößnitzgrundstraße 19 (Lage)   | OBL       | 1. Hälfte 19. Jh.                                 | ED. Winzerhaus, ehemaliges Backhaus und Toranlage der Hoflößnitz | Winzerhaus und Backhaus Hoflößnitz, im Hintergrund die Hoflößnitz          |
| Holzhof (Hoflößnitz)                                         | Lößnitzgrundstraße 23 (Lage)   | OBL       | 18. Jh., 1891                                     | ED. Ehemaliger Holzhof der Hoflößnitz mit Winzerhaus | Winzerhaus des Holzhofs Hoflößnitz                                         |
| Lindenhof                                                    | Maxim-Gorki-Straße 18 (Lage)   | OBL       | 1715 Weingut, 1789, 1947, seit 1998               | ED, WLG. Winzerhaus mit südlich vorgelagertem Garten (ehemals Weinanlage) und Einfriedung. Architekt: Paul Löffler (Umbau). Im Dehio 1996 erwähnt                                                                        | Lindenhof                                                                  |
| Haus Breitig                                                 | Maxim-Gorki-Straße 22 (Lage)   | OBL       | 1627 Anwesen, um 1680, 1735, 1988                 | ED, DNA. Winzerhaus mit großem Garten. Im Dehio 1996 erwähnt | Haus Breitig                                                               |
| Winzerhaus Meißner Straße 172                                | Meißner Straße 172 (Lage)      | NDL       | um 1880                                           | ED. Wohnhaus | Ehemaliges Winzerhaus in der Meißner Straße 172                            |
| Traiteurhaus                                                 | Mittlere Bergstraße 4 (Lage)   | NDL       | 18. Jh., 1802 Wirtschaftsgebäude, um 1940 Scheune | ED, SG, WLG. Winzerhaus mit Wirtschaftsgebäude und Nebenanlage (Scheune). Zu Schloss Wackerbarth gehörig | Traiteurhaus                                                               |
| Winzerhaus Krapenberg                                        | Mittlere Bergstraße 44a (Lage) | ZIT       | 1710                                              | ED. Winzerhaus des ehemaligen Weinguts Krapenberg | Krapenburg: Winzerhaus                                                     |
| Weingut Hausberg                                             | Mittlere Bergstraße 58 (Lage)  | ZIT       | 17. Jh., 1800, um 1880                            | Trotz Denkmalschutz abgebrochen. Ehemaliges Hauptgebäude eines ehemaligen Weingutes; über L-förmigem Grundriss. Gebäude 2008 abgebrochen                                                                                 | Weingut Hausberg, 1992                                                     |
| Gärtnerhaus (Mohrenhaus)                                     | Moritzburger Straße 53 (Lage)  | NDL       | um 1850, 1912                                     | ED, DNA. Gärtnerhaus im Mohrenhaus-Park. Ehemaliges Winzerhaus. Architekt: Max Herfurt (Umbau) | Gärtnerhaus (Mohrenhaus)                                                   |
| Haus Nitzsche, Nitzsches Winzerhof, (Neufriedstein)          | Neufriedstein 5 (Lage)         | NDL       | 18. Jh., 1883–85                                  | ED, SG. Winzerhaus | Haus Nitzsche, Sternwarte Radebeul (oben im Hintergrund)                   |
| Haus Reinhardtsberg                                          | Obere Bergstraße 44 (Lage)     | NDL       | 1770, nach 1990                                   | ED. Winzerhaus auf Terrasse, 1286 erste schriftliche Erwähnung des Lezenitzbergs (Lößnitz) oberhalb des heutigen Hauses Reinhardtsberg                                                                                   | Haus Reinhardtsberg                                                        |
| Winzerhaus Obere Bergstraße 63                               | Obere Bergstraße 63 (Lage)     | NDL       | Mitte 18. Jh.                                     | ED. Winzerhaus | Winzerhaus Obere Bergstraße 63                                             |
| Landhaus Mehlhorn                                            | Paradiesstraße 48 (Lage)       | NDL       | 18. Jh., 1862, 1875, 1908                         | Denkmalschutz aufgehoben. Landhausartig umgebautes Winzerhaus mit villenartigem Anbau. Baumeister: Moritz Ziller (Anbau), Georg Heinsius von Mayenburg (Entwurf), Paul Ziller (Bauleitung)                               | Landhaus Mehlhorn                                                          |
| Meinholdsches Turmhaus                                       | Weinbergstraße 10 (Lage)       | OBL       | um 1650, 1715, um 1750 Turmhaus, 1865 Landhaus    | ED, DNA. Heutiges Weingut mit Turmhaus, Landhaus, Einfriedung, zwei Torputten und Weinberg. Besitzer: Carl Christian Meinhold, Ulrich Aust, August Flockemann. Im Dehio 1996 beschrieben. Radebeuler Bauherrenpreis 2007 | Meinholdsches Turmhaus                                                     |
| Winzerhaus Barth                                             | Weinbergstraße 14, 16 (Lage)   | OBL       | um 1650                                           | ED. Ehemaliges Winzerhaus (Nr. 14) mit Seitengebäude (Nr. 16) | Winzerhaus Barth, im Hintergrund das Retzschgut                            |
| Retzschgut                                                   | Weinbergstraße 20 (Lage)       | OBL       | 1649, 1813, 1837, 1893                            | ED. Ehemaliges Winzerhaus mit Seitengebäude bzw. Anbau. Bewohner: Moritz Retzsch. Radebeuler Bauherrenpreis 2009 | Retzschgut                                                                 |
| Haus Lorenz                                                  | Weinbergstraße 28 (Lage)       | OBL       | um 1680, um 1800                                  | ED. Ehemaliges Winzerhaus mit Tor und Einfriedung. Im Dehio 1996 erwähnt. Radebeuler Bauherrenpreis 2010 | Haus Lorenz                                                                |
| Haus Hermannsberg                                            | Weinbergstraße 34, 34a (Lage)  | OBL       | 1714/15 Ballberg, um 1800, 1850/60, 1887, 1891    | ED. Heutiges Weingut mit Hauptgebäude, zwei Flügelanbauten, Reiterstein. Baumeister: Gebrüder Ziller (Erweiterung), F. W. Eisold (Umbauten)                                                                              | Haus Hermannsberg, Tor mit Reiterstein                                     |
| Haus Friedeborn                                              | Weinbergstraße 36 (Lage)       | OBL       | um 1780/92                                        | ED. Ehemaliges Winzerhaus mit Anbau | Haus Friedeborn                                                            |
| Winzerhaus Hofmannsberg                                      | Weinbergstraße 48 (Lage)       | OBL       | um 1800, 1836, 1903–05                            | ED. Ehemaliges Weingut mit Winzerhaus (Nr. 48) und Herrenhaus (Nr. 48a). Architekt: Adalbert Friedrich | Wohnanlage Weinbergstraße 48, 48a                                          |
| Kyau-Haus, Oberlößnitzer Narrenhäuschen                      | Wettinstraße 2 (Lage)          | OBL       | 1648, um 1750, 1922–25                            | ED. Ehemaliges Winzerhaus mit Einfriedung. Baumeister: Samuel Locke, Otto Rometsch (Umbau). Bewohner: Loeben (Adelsgeschlecht). Im Dehio 1996 erwähnt                                                                    | Kyau-Haus, links eine 300-jährige Linde                                    |
| Winzerhäuser Hofmann                                         | Winzerstraße 22/24 (Lage)      | NDL       | um 1750                                           | ED. Winzerhaus | Winzerhäuser Hofmann (Westseite)                                           |
| Haus Klotzsche                                               | Winzerstraße 46 (Lage)         | NDL       | um 1800, 1864 Wohnhaus, 1868 Scheune              | ED. Ehemaliges Winzergehöft mit Winzerhaus, Wohnhaus und Scheune. Baumeister: August Große. Radebeuler Bauherrenpreis 2006                                                                                               | Haus Klotzsche, von Westen                                                 |
| Haus Clauß                                                   | Winzerstraße 48a (Lage)        | NDL       | 1665, 1935                                        | ED. Ehemaliges Winzerhaus | Haus Clauß, von Osten                                                      |
| Haus Stephani                                                | Winzerstraße 80 (Lage)         | NDL       | um 1800                                           | ED. Winzerhaus mit Toreinfahrt | Haus Stephanie                                                             |
| Haus Richter                                                 | Winzerstraße 82 (Lage)         | NDL       | 1749, 2006/07                                     | Denkmalschutz aufgehoben. Ehemaliges Winzerhaus, wurde als Niedrigenergiehaus wieder aufgebaut. | Haus Richter                                                               |
| Haus Lotter                                                  | Winzerstraße 83 (Lage)         | NDL       | um 1580, um 1650, 1925/26                         | ED. Winzerhaus mit Tor und Einfriedung. Im Dehio 1996 erwähnt. Radebeuler Bauherrenpreis 1998 | Haus Lotter                                                                |
| Winzerhaus Beuhnsches Gut                                    | Winzerstraße 84 (Lage)         | NDL       | um 1800, 2000er Jahre                             | Denkmalschutz aufgehoben. Ehemaliges Winzerhaus. Villenkolonie Altfriedstein. Wird seit den 2000er Jahren rekonstruiert.                                                                                                 | Winzerhaus Winzerstraße 84 (li.), Haus Lotter (re.), Haus Richter (mittig) |